# Tempo

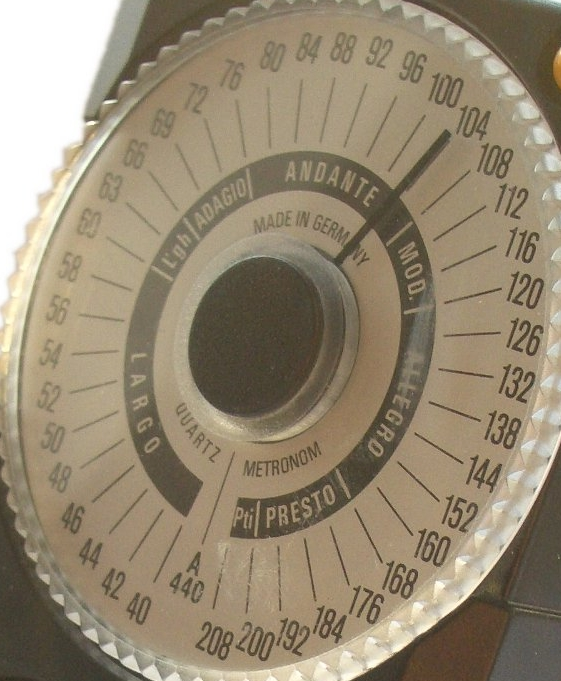
Elektronický metronom měřící tempo

Tempo určuje v hudbě rychlost pohybu v čase. Každá skladba má své tempo, které se v notovém záznamu vyznačuje buď příslušným názvem nebo číslicemi, představujícími počet dobových jednotek (čtvrťových not) za minutu.
Číselné označení se provádí v notovém záznamu zápisem tzv. BPM (beats per minute), tedy (doslovně přeloženo) počtu úderů za minutu. Slovní označení tempa představují na rozdíl od číselného nikoli přesný počet dobových jednotek za minutu, ale jejich přibližné rozpětí. Základem, od kterého se odvozují, je tzv. „normální rychlost“, která odpovídá klidové rychlosti lidského tepu, tedy 60–90 úderů za minutu, a představuje orientačně střední tempo.
Změny tempa uvnitř skladby jsou na příslušném místě notového záznamu vyznačovány slovně.
Pro slovní označení se užívá většinou italského názvosloví.

## Italské názvosloví temp
Skoro každé slovní označení tempa může mít v hudbě ještě jiný způsob užití. Běžně se tak pojmenovávají v některých útvarech, především sonátách, symfoniích, koncertech nebo komorních skladbách celé jednotlivé volné věty. Jako příklady mohou posloužit: Largo, druhá věta slavné Dvořákovy 9., tzv. Novosvětské symfonie, Adagio ma non troppo z violoncellového koncertu stejného autora či Andante cantabile ze Smyčcového kvartetu č.1 D dur, Petra Iljiče Čajkovského.
Změny tempa :
- Pro zrychlení užíváme nejčastěji pojmů accelerando nebo stringendo. Stringendo někdy znamená postupné zrychlování s větší a větší intenzitou jakoby k vrcholu.[1][2] Pro mírné zrychlení se používá slov poco accelerando, pro silné zrychlení termínu molto accelerando. Označení poco a poco accelerando pak znamená postupné zrychlování krůček po krůčku.
- Pro zpomalení jsou užívány nejčastěji termíny ritardando – postupné zpomalení a ritenuto – náhlé zpomalení.

### Velmi pomalá tempa
- Lentissimo/Adagissimo – nejpomalejší
- Grave – těžce (40/min)
- Largo – zeširoka, zdlouhavě (40–60/min)
- Lento – pomalu, rozvláčně
- Adagio – zdlouha, zvolna, pohodlně
- Larghetto – zeširoka, zdlouhavě, ale rychleji než largo a pomaleji než andante

### Pomalá tempa
- Andante – krokem, volně, ale nikoliv zdlouhavě (60/min) Příbuzným tempem je např. andante con moto – rychlejším krokem.
- Andantino
- Sostenuto
- Comodo – pohodlně
- Maestoso – majestátně

### Střední tempa
- Allegro moderato – mírně rychle (112–124/min)
- Moderato – mírně rychle
- Allegretto – trochu rychleji
- Animato

### Rychlá tempa
- Allegro – rychle; 120–130/min. Příbuzná tempa jsou allegro con brio – živě, allegro con moto – hybně, allegro molto – velmi rychle.
- Allegro assai

### Velmi rychlá tempa
- Allegro vivace
- Vivo/vivace – 160/min
- Presto/molto presto/molto vivace – velmi rychle; 168–208/min
- Prestissimo – s co nejvyšší dosažitelnou rychlostí

## BPM (beats per minute)
BPM je zkratkou beats per minute (údery za minutu) a označuje exaktně tempo (rychlost) hudební skladby. Úderem se rozumí čtvrťová nota, BPM je tedy počet čtvrťových not za minutu, např. 60 BPM odpovídá jednomu úderu za sekundu. Často se ve Střední Evropě používá též označení MM nebo M. M. (zkratka z Mälzlův metronom), neboť se k jejím stanovení používá metronomu. Zkratka BPM může také označovat srdeční tep (počet úderů srdce za minutu).
U starších kompozic se rychlost skladby většinou popisuje slovně, u nových děl se často slovní popis doplní (či zcela nahradí) metronomovou značkou.
Orientační převodní tabulka:
| Italský název | Rozsah BPM  | Zvuková ukázka                            | Zvuková ukázka                            |
| ------------- | ----------- | ----------------------------------------- | ----------------------------------------- |
| Italský název | Rozsah BPM  | Zvuková ukázka běžné taneční hudby        | Zvuková ukázka klasického metronomu       |
| Largo         | 40–60 BPM   | 40 BPM Problémy s přehráváním? Nápověda.  | 60 BPM Problémy s přehráváním? Nápověda.  |
| Larghetto     | 60–66 BPM   | 60 BPM Problémy s přehráváním? Nápověda.  | 66 BPM Problémy s přehráváním? Nápověda.  |
| Adagio        | 66–76 BPM   | 66 BPM Problémy s přehráváním? Nápověda.  | 76 BPM Problémy s přehráváním? Nápověda.  |
| Andante       | 76–108 BPM  | 76 BPM Problémy s přehráváním? Nápověda.  | 108 BPM Problémy s přehráváním? Nápověda. |
| Moderato      | 106–120 BPM | 106 BPM Problémy s přehráváním? Nápověda. | 120 BPM Problémy s přehráváním? Nápověda. |
| Vivace        | 120–168 BPM | 120 BPM Problémy s přehráváním? Nápověda. | 168 BPM Problémy s přehráváním? Nápověda. |
| Presto        | 168–208 BPM | 168 BPM Problémy s přehráváním? Nápověda. | 208 BPM Problémy s přehráváním? Nápověda. |